# Karl Barufka
Karl „Kalli“ Barufka (* 15. Mai 1921 in Gelsenkirchen; † 4. April 1999 in Böblingen) war ein deutscher Fußballspieler. Der zumeist auf Linksaußen oder als linker Außenläufer im damals angewandten WM-System eingesetzte „Kalli“ Barufka absolvierte nach Ende des Zweiten Weltkriegs für den VfB Stuttgart in der Fußball-Oberliga Süd 211 Ligaspiele, wobei er 41 Tore erzielte und 1950 und 1952 zweimal die deutsche Fußballmeisterschaft unter Trainer Georg Wurzer gewann. Unter Bundestrainer Sepp Herberger kam er zu drei Einsätzen in der Fußballnationalmannschaft.

## Leben und Karriere

### Während des Weltkrieges, bis 1945
Der ausgezeichnete Techniker, der wechselweise im Mittelfeld wie auch im Angriff spielte, begann seine Karriere beim FC Schalke 04, spielte dort in der Jugend mit Herbert Burdenski zusammen und bestritt 1939/40 in der Gauliga Westfalen seine ersten Ligaspiele für die „Knappen“. Barufka absolvierte 16 Rundenspiele und erzielte dabei 16 Tore an der Seite von Mitspielern wie Ernst Kuzorra, Fritz Szepan, Hermann Eppenhoff, Bernhard Füller, Ernst Kalwitzki und Otto Tibulsky und „Königsblau“ gewann mit 32:4 Punkten die Meisterschaft. Im ersten langen Kriegswinter 1939/40 nahm er unter Reichstrainer Sepp Herberger an einem Lehrgang für Nachwuchsspieler – wie auch seine Vereinskameraden Burdenski, Eppenhoff und Füller – teil. In den Endrundenspielen um die deutsche Fußballmeisterschaft 1940 kam der Nachwuchsspieler dagegen nicht zum Einsatz.
Barufka schloss sich während des Zweiten Weltkrieges jedoch Wilhelmshaven 05 an, nachdem er sich freiwillig als Kraftfahrer zur Kriegsmarine gemeldet hatte. An der Nordsee wurde der 19-jährige Barufka fortan als vereinseigener Spieler betrachtet. Eineinhalb Jahre später forderte Schalke „seinen“ Zögling dennoch für das Pokalfinale am 2. November 1941 an, das die Knappen mit Linksaußen Barufka knapp mit 1:2 gegen den Dresdner SC verloren. In den zwei Runden 1940/41 und 1941/42 absolvierte er kein Rundenspiel für Schalke. Dagegen wurde er am 7. Juni 1942 in einem Spiel um die deutsche Meisterschaft 1941/42 gegen die SS SG Straßburg (6:0), allerdings letztmals, von seinem Exclub „ausgeliehen“, als er den fehlenden Adolf Urban vertrat.
Für die Hafenstadt am Jadebusen, Wilhelmshaven, bestritt er mit dem Gaumeister von Weser-Ems vier Endrundenspiele: 1943 gegen seinen Heimatverein Schalke 04 (1:4) sowie 1944 ein Spiel gegen Eintracht Braunschweig (2:1 n. V.; er hatte das zwischenzeitliche 1:1 erzielt) und zwei Spiele gegen den LSV Hamburg (1:1 n. V.; 2:4 im Wiederholungsspiel).

### Erfolgreiche Jahre in der Oberliga Süd, 1945 bis 1955
Nach 1945 landete Barufka beim VfB Stuttgart. In der ersten Runde nach Ende des Zweiten Weltkriegs, 1945/46, absolvierte er beim Erringen des 1. Ranges in der Oberliga Süd unter Trainer Fritz Teufel 29 Ligaeinsätze, in denen er acht Tore an der Seite von Torhüter Otto Schmid, Otto Bökle, Erwin Läpple, Alfred Lehmann und dem überragenden Torjäger Robert Schlienz (42 Treffer) erzielte. Mit dem VfB feierte er dann – nach einem misslungenen Intermezzo beim 1. FC Pforzheim in der Runde 1946/47 in der Landesliga Nordbaden Gruppe Süd – nach seiner Rückkehr zum VfB im November 1947 auch seine großen Erfolge. 1950 schlug man im Endspiel um die deutsche Meisterschaft Kickers Offenbach knapp mit 2:1. Zwei Jahre später folgte der nächste Titel. Diesmal wurde der 1. FC Saarbrücken nach ähnlich hartem Kampf mit 3:2 bezwungen. Insgesamt 183 Oberliga-Spiele bestritt der Linksfuß für die Schwaben und erzielte dabei 32 Tore.
Anlässlich des Gewinns der deutschen Fußballmeisterschaft seines Vereins VfB Stuttgart wurde er mit der Mannschaft am 30. Juni 1951 mit dem Silbernen Lorbeerblatt ausgezeichnet.
Im Jahr 1954 gelang Stuttgart erneut mit Barufka der Sieg im DFB-Pokal. Erst in der Verlängerung wurde der 1. FC Köln durch ein Tor von Erwin Waldner mit 1:0 besiegt. Zuvor hatten sich die Stuttgarter allerdings nicht mit Ruhm bekleckert. Zunächst musste ein Wiederholungsspiel gegen die Amateure von Bergisch Gladbach für das Weiterkommen reichen und auch im Halbfinale bedurfte es gegen TuS Neuendorf ebenfalls zweier Spiele, bevor das Endspiel erreicht war. Für Barufka war es gleichzeitig der letzte große Erfolg. Eine Meniskusoperation im gleichen Jahr bedeutete das Ende seiner Karriere. Mit dem Heimspiel am 3. April 1955 gegen den 1. FC Nürnberg (6:0) beendete Barufka seine Laufbahn beim VfB Stuttgart in der Oberliga Süd. Vor Torhüter Karl Bögelein hatte er dabei mit Erich Retter das Verteidigerpaar gebildet.
Nach seiner aktiven Laufbahn war er 22 Jahre beim Kaufhaus Hertie in Böblingen in der Sportabteilung tätig.

### Auswahlspieler
In der Auswahl des süddeutschen Regionalverbandes hatte er zunächst im März und Juni 1946 die ersten zwei Repräsentativspiele nach Ende des Zweiten Weltkrieges gegen die Auswahl von Westdeutschland bestritten. In Stuttgart gewann die Südauswahl mit 3:0 und im Rückspiel in Köln vor 64.000 Zuschauern mit 4:3. In beiden Spielen war Barufka auf Linksaußen aufgelaufen und das an der Seite von Mitspielern wie Ernst Lehner, Max Morlock, Robert Schlienz, Fritz Walter, Herbert Binkert und Georg Lechner.
Das gute Auftreten der Stuttgarter insgesamt führte auch dazu, dass mehr Schwaben-Spieler in die Nationalelf berufen wurden. Auch „Kalli“ Barufka profitierte davon und kam gleich im ersten Länderspiel nach dem Krieg am 22. November 1950 gegen die Schweiz bei einem 1:0-Erfolg vor 115.000 Zuschauern zum Einsatz. Zehn Tage zuvor hatte er sich in einem weiteren Spiel der Südauswahl gegen die Westvertretung bei einem 5:4-Erfolg in Frankfurt dem Bundestrainer mit seiner Leistung aufgedrängt. 1951 folgten dann zwei weitere Spiele gegen die Schweiz (3:2) und Österreich (2:0). In Wien beim 2:0-Auswärtserfolg war der deutsche Angriff in der Besetzung mit Felix Gerritzen, Alfred Preißler, Max Morlock, Fritz Walter und Barufka aufgelaufen. Ab seinem Debüt am 9. November 1952 beim Länderspiel in Augsburg gegen die Schweiz (5:1) übernahm dann der Kölner Hans Schäfer über Jahre die Position des linken Flügelstürmers in der Nationalmannschaft. Letztmals vertrat Barufka die Farben von Süddeutschland am 20. April 1952 bei einem Spiel gegen Berlin.

## Verweise
1. ↑  Hardy Grüne, Lorenz Knieriem: Spielerlexikon 1890–1963. S. 18/19
2. ↑  FC Schalke 04 (Hrsg.): Königsblau. Die Geschichte des FC Schalke 04. Verlag Die Werkstatt. Göttingen 2015. ISBN 978-3-7307-0234-5. S. 560
3. ↑  Die Fußball-Woche Nr. 6 vom 11. Februar 1941: „In dieser Elf befinden sich nur zwei Gastspieler, Janes und Weiler. Das ganze Geschreibe, Wilhelmshaven stütze sich nur auf Gastspieler, stimmt also nicht.“
4. ↑  Matthias Weinrich, Hardy Grüne: Deutsche Pokalgeschichte seit 1935. Agon Sportverlag. Kassel 2000. ISBN 3-89784-146-0. S. 79
5. ↑  Klaus Querengässer: Die Deutsche Fußballmeisterschaft, Teil 1: 1903–1945. Agon Sportverlag. Kassel 1997. ISBN 3-89609-106-9. S. 213
6. ↑  Klaus Querengässer: Die Deutsche Fußballmeisterschaft, Teil 1: 1903–1945. Agon Sportverlag. Kassel 1997. ISBN 3-89609-106-9. S. 225, 228/229
7. ↑  Hardy Grüne: Mit dem Ring auf der Brust. Die Geschichte des VfB Stuttgart. S. 56
8. ↑  Sportbericht der Bundesregierung vom 29. September 1973 an den Bundestag – Drucksache 7/1040 – S. 58 (PDF, 1,86 MB)

| Personendaten    | Personendaten                  |
| ---------------- | ------------------------------ |
| NAME             | Barufka, Karl                  |
| ALTERNATIVNAMEN  | Barufka, Kalli (Spitzname)     |
| KURZBESCHREIBUNG | deutscher Fußballspieler       |
| GEBURTSDATUM     | 15. Mai 1921                   |
| GEBURTSORT       | Gelsenkirchen, Deutsches Reich |
| STERBEDATUM      | 4. April 1999                  |
| STERBEORT        | Böblingen, Deutschland         |